# Alan Douglas Martin
Alan Douglas Martin (1937) é um físico britânico. Foi professor da Universidade de Durham.
Em 2007 recebeu o Prêmio Max Born.

## Obras
- com P. D. B. Collins, E. J. Squires: Particle Physics and Cosmology, Wiley, 1989.
- com Francis Halzen: Quarks and Leptons: an introductory course in modern particle physics, Wiley. 1984.
- com Sam Harbison, Karen Beach, Peter Cole: Introduction to Radiation Protection, 6ª Edição, Taylor and Francis. 2012.